# Cantonul Bollène
Cantonul Bollène este un canton din arondismentul Avignon, departamentul Vaucluse, regiunea Provence-Alpes-Côte d'Azur, Franța.

## Comune
- Bollène : 14 130 locuitori (reședință)
- Lagarde-Paréol : 297 locuitori
- Lamotte-du-Rhône : 416 locuitori ( Lamotte)
- Lapalud : 3 267 locuitori ( La Palud)
- Mondragon : 3 363 locuitori
- Mornas : 2 209 locuitori
- Sainte-Cécile-les-Vignes : 2 100 locuitori ( Sainte-Cécile)